# Bill Ellerington
William "Bill" Ellerington (født 30. juni 1923, død 4. april 2015) var en engelsk fodboldspiller (forsvarer).
Ellerington tilbragte hele sin aktive karriere, fra 1945 til 1956, hos Southampton F.C. i sin fødeby. Han spillede mere end 200 ligakampe for klubben.
Ellerington spillede desuden to kampe for Englands landshold, to venskabskampe mod henholdsvis Norge og Frankrig i 1949.